# چئونمین
| طبقه       | هانگول | هانجا | معنی               |
| ---------- | ------ | ----- | ------------------ |
| یانگبان    | 양반   | 兩班  | نخبگان             |
| جونگین     | 중인   | 中人  | طبقه متوسط بالا    |
| سانگ‌مین    | 상민   | 常民  | طبقه متوسط پایین   |
| چئونمین    | 천민   | 賤民  | عوام               |
| • باکجئونگ | 백정   | 白丁  | نجس‌ها              |
| • نوبی     | 노비   | 奴婢  | برده‌ها (یا رعیت‌ها) |
| ن          |        |       |                    |

چئونمین (انگلیسی: Cheonmin) پایین‌ترین طبقه عوام، در طول پادشاهی چوسون بود. آنها در دوره‌های گوریو (۹۱۸–۱۳۹۲) و پادشاهی چوسون (۱۳۹۲–۱۸۹۷) دوره‌های بوروکراسی کره بسیار زیاد بودند.